# Rosaleda del Parque Araucano
La rosaleda del parque Araucano es un jardín  de 2.000 m² de extensión especializado en la exhibición de diversas especies y variedades de rosas, que se encuentra en el parque Araucano (avenida Presidente Riesco 5698, Las Condes) de la ciudad de Santiago, Chile. Está abierta todos los días del año y la entrada es libre.

## Historia
En 1999, cuando se creó la Asociación Chilena de la Rosa a iniciativa de la presidenta saliente de la Asociación Uruguaya de la Rosa Mercedes D. de Villar, las exposiciones de estas flores se realizaban en una carpa al alero del Club de Jardines de Chile. Ese año, durante la Exposición de Primavera y con el apoyo de la dirección del citado club se propuso a Carlos Larraín —entonces alcalde de la Municipalidad de Las Condes y apasionado coleccionista de rosas—, realizar un festival en el recinto de la rosaleda del parque Araucano.
Al año siguiente se celebró el primer Festival de la Rosa, en la citada rosaleda, jardín diseñado y construido en 1997 por la arquitecta paisajista Marta Viveros. Desde entonces, la tarea de la Asociación ha sido aconsejar y ayudar al equipo municipal encargado de la rosaleda, así como también aumentar los cultivares con diversas variedades, divulgar y cuidar el rosedal existente.
El Festival de la Rosa se celebró anualmente hasta el año 2011 inclusive, pero después fue suspendido, y solo renació una década después, en octubre de 2021.
La Asociación Chilena de la Rosa colabora en la renovación y mantenimiento de la rosaleda del Parque Araucano, que es la mayor en su género de todo Chile. Este jardín ha logrado alcanzar un nivel de excelencia internacional, reconocido por la Federación Mundial de las Sociedades de la Rosa (W.F.R.S. por sus siglas en inglés)

## Colecciones
En este jardín están representadas las más importantes variedades de obtentores de rosales de todo el mundo: la rosadela del parque Araucano alberga más de 160 variedades de rosas con unos 3.000 rosales.
El rosedal tiene una fuente central y pequeños canales laterales que refrescan el aire en los cálidos días del verano. Una pérgola de hierro fundido que sirve de soporte para rosales trepadores delimitan su perímetro.